# Park View, Iowa
Park View là một thành phố thuộc quận Scott, tiểu bang Iowa, Hoa Kỳ. Năm 2010, dân số của thành phố này là 2389 người.

## Dân số
Dân số qua các năm:
- Năm 2000: 2169 người.
- Năm 2010: 2389 người.